# Liste der bolivianischen Botschafter im Vereinigten Königreich
Der bolivianische Ambassador to the Court of St James’s, residiert am 106 Eaton Square, London.

## Botschafter
| Ernannt/Akkreditiert | Name                            | Bemerkungen | ernannt von                       | akkreditiert bei                                              | Posten verlassen |
| -------------------- | ------------------------------- | --- | --------------------------------- | ------------------------------------------------------------- | ---------------- |
| 2. Jan. 1835         | Vicente Pazos Kanki             | (* 1779; † 1851) Gesandter | Andrés de Santa Cruz              | William Lamb, 2. Viscount Melbourne                           | 11. Jan. 1838    |
| 1848                 | William Scholey                 | Generalkonsul | José Miguel de Velasco Franco     | John Russell, 1. Earl Russell                                 | 1864             |
| 1850                 | Andrés de Santa Cruz            | | Manuel Isidoro Belzu              | John Russell, 1. Earl Russell                                 | 1853             |
| 26. Jan. 1905        | Vertretung durch Generalkonsul  | | Manuel Isidoro Belzu              | Edward Geoffrey Smith Stanley, 14. Earl of Derby              | 13. Feb. 1905    |
| 1871                 | Juan Francisco Velarde Vaca     | (* 24. Mai 1841 in Santa Cruz de la Sierra) drei Monate | Agustín Morales Hernández         | Benjamin Disraeli                                             |                  |
| 1872                 | Narciso Campero Leyes           | (* 29. Oktober 1813 in Tarija; † 11. Dezember 1896 in Sucre) | Tomás Frías Ametller              | Benjamin Disraeli                                             | 1874             |
| 1876                 | Antonio Quijarro Quevedo        | (* 18. Juni 1831 in Potosí; † 1903 in Buenos Aires) fünf Monate | Hilarión Grosolé Daza             | Benjamin Disraeli                                             |                  |
| 1876                 | Vertretung durch Generalkonsul  | | Hilarión Grosolé Daza             | Benjamin Disraeli                                             | 1897             |
| 1897                 | Félix Avelino Aramayo           | (* 1846 Paris; † 1929 ebenda) | Severo Fernandez Alonso Caballero | Robert Arthur Talbot Gascoyne-Cecil, 3. Marquess of Salisbury | 1903             |
| 1897                 | Pedro Suárez Saravia            | (* 1866) Geschäftsträger, Generalkonsul Militärattaché | Severo Fernandez Alonso Caballero | Robert Arthur Talbot Gascoyne-Cecil, 3. Marquess of Salisbury | 1916             |
| 1906                 | Luis Fernando Guachalla Solares | Sohn von Fernando Eloy Guachalla y Leticia Solares. wenige Wochen | Ismael Montes                     | Henry Campbell-Bannerman                                      |                  |
| 1907                 | Pedro Suárez Saravia            | Geschäftsträger | Ismael Montes                     | Henry Campbell-Bannerman                                      | 1911             |
| 1911                 | Ismael Montes                   | (5. Oktober 1861 in Corocoro; † 16. Oktober 1933 im Chaco) | Eliodoro Villazón Montaño         | Herbert Henry Asquith                                         | 1913             |
| 1913                 | Pedro Suárez Saravia            | Geschäftsträger | Ismael Montes                     | Herbert Henry Asquith                                         | 1916             |
| 1916                 | Antonio Ávila Alvarado          | Geschäftsträger | Ismael Montes                     | David Lloyd George                                            | 1917             |
| 1918                 | Adolfo Ballivián hijo           | (* 15. November 1831 in La Paz) | Bautista Saavedra Mallea          | David Lloyd George                                            | 1922             |
| 1922                 | Alberto Gutiérrez               | (* 8. September 1863 in Sucre) | Bautista Saavedra Mallea          | Andrew Bonar Law                                              | 1926             |
| 1926                 | Carlos Victor Aramayo           | | Hernando Siles Reyes              | Ramsay MacDonald                                              | 1935             |
| 1918                 | Mamerto Urriolagoitia Harriague | Geschäftsträger, Gesandtschaftssekretär erster Klasse | Bautista Saavedra Mallea          | David Lloyd George                                            | 1936             |
| 1936                 | Juan Peñaranda Minchín          | Geschäftsträger | José David Toro Ruilova           | Stanley Baldwin                                               | 1938             |
| 1938                 | Antenor Patiño Rodríguez        | Geschäftsträger | Germán Busch Becerra              | Arthur Neville Chamberlain                                    | 1945             |
| 1938                 | Juan Peñaranda Minchin          | Geschäftsträger | Germán Busch Becerra              | Winston Churchill                                             | 1945             |
| 1946                 | Napoleón Solares Arias          | | Néstor Guillén                    | Winston Churchill                                             | 1948             |
| Jan. 1948            | Roberto Querejazu Calvo         | Geschäftsträger (* 24. November 1913) er heiratete Dorothy Lewis ihre Kinder waren Roy Moira | Enrique Hertzog                   | Winston Churchill                                             | Feb. 1952        |
| Feb. 1952            | Luis Romero Saenz               | Geschäftsträger, Generalkonsul | Hernán Siles Zuazo                | Winston Churchill                                             | Okt. 1952        |
| Okt. 1952            | Justo Rodas Eguino              | (* 9. August 1902) | Hernán Siles Zuazo                | Winston Churchill                                             | Juli 1954        |
| 15. Juli 1954        | Manuel Barrau Peláez            | (* 24. Februar 1909 in Uyuni) Sohn von María Peláez Ascarrunz und Manuel Barraú | Hernán Siles Zuazo                | Winston Churchill                                             | Feb. 1956        |
| 1956                 | Víctor Paz Estenssoro           | | Hernán Siles Zuazo                | Anthony Eden                                                  | 1960             |
| 1960                 | Manuel Barrau Peláez            | | Víctor Paz Estenssoro             | Harold Macmillan                                              | 1963             |
| 1963                 | Eduardo Trigo O’Connor d’Arlach | Geschäftsträger hereinafter AETOD, deputy foreign minister | Víctor Paz Estenssoro             | Alec Douglas-Home, bis 1963: 14. Earl of Home                 | 1964             |
| 1965                 | Víctor Méndez Baya              | Geschäftsträger | Alfredo Ovando Candía             | Harold Wilson                                                 | 1966             |
| 1966                 | Roberto Querejazu Calvo         | (* 1913 in Sucre) | Alfredo Ovando Candía             | Harold Wilson                                                 | 1969             |
| 1970                 | Juan Lechín Suárez              | 9. November 1974 bis 21. Juli 1978 Planungs- und Koordinationsminister unter Hugo Banzer Suárez | Juan Torres Gonzáles              | Edward Heath                                                  | 1974             |
| 1974                 | Rogelio Miranda Valdivia        | Der argentinische General Alejandro Agustín Lanusse brachte Oberbefehlshaber General Rogelio Miranda Geld, mit dem dieser am 6. Oktober 1970 einen Putschversuch gegen Alfredo Ovando Candía unternahm. | Hugo Banzer Suárez                | Harold Wilson                                                 | 1978             |
| 1978                 | Fernando Canedo Adriazola       | | Juan Pereda Asbún                 | James Callaghan                                               |                  |
| 1979                 | Waldo Bernal Pereira            | 11 Monate, Luftwaffengeneral war vom 4. August bis 4. September 1981: Kommandeur der Fuerzas Aéreas Bolivianas, Luftfahrtminister und als Mitglied der Junta Militar Torrelio-Bernal-Pammo mit Celso Torrelio Villa und Contralmirante Oscar Pammo Rodríguez Staatschef von Bolivien. Er wurde im November 1994 verhaftet und kam in das Cárcel de San Pedro | Wálter Guevara Arze               | Margaret Thatcher                                             |                  |
| 1980                 | José Luis Roca García           | , sieben Monate, 1969 Ministro de Agricultura de Bolivia, 1970: Botschafter in Bogota, 1979 Senator für Pando. | Luis García Meza Tejada           | Margaret Thatcher                                             |                  |
| 1980                 | Humberto Zannier Valenzuela     | Geschäftsträger | Luis García Meza Tejada           | Margaret Thatcher                                             | 1982             |
| 1982                 | Carlos Quintanilla-Navajas      | Geschäftsträger (* 1933 in Tarija) | Guido Vildoso Calderón            | Margaret Thatcher                                             | 1985             |
| 1985                 | Eduardo Arauco Paz              | Ministro de Economía | Víctor Paz Estenssoro             | Margaret Thatcher                                             | 1989             |
| 1989                 | Javier Loayza Barea             | sechs Monate Geschäftsträger | Jaime Paz Zamora                  | Margaret Thatcher                                             |                  |
| 1990                 | Marta Bosacoma Bonel            | acht Monate Geschäftsträger el fructífero intercambio de ideas concretado merced a la experimentada labor de la Agregada Cultural (y funcionaria de la Embajada de Bolivia en Londres desde 1956) | Jaime Paz Zamora                  | John Major                                                    |                  |
| 1990                 | Gary Prado Salmón               | | Jaime Paz Zamora                  | John Major                                                    | 1993             |
| 1994                 | René Navarro González           | Geschäftsträger | Gonzalo Sánchez de Lozada         | John Major                                                    |                  |
| 1995                 | Carlos Morales Landívar         | | Gonzalo Sánchez de Lozada         | John Major                                                    | 1997             |
| 1997                 | Gonzalo Chacón Camacho          | neun Monate Geschäftsträger | Hugo Banzer Suárez                | Tony Blair                                                    | 1998             |
| 1998                 | Jaime Quiroga Matos             | | Hugo Banzer Suárez                | Tony Blair                                                    | 2001             |
| 2001                 | Marcelo Pérez Monasterios       | [ 9 ] | Jorge Quiroga Ramírez             | Tony Blair                                                    | 2002             |
| 2002                 | Roberto Calzadilla Sarmiento    | 11 Monate Geschäftsträger | Gonzalo Sánchez de Lozada         | Tony Blair                                                    | 2003             |
| 2003                 | Luis Vázquez Villamor           | fünf Monate | Carlos Mesa                       | Tony Blair                                                    | 2004             |
| 2004                 | Roberto Calzadilla Sarmiento    | vier Monate Geschäftsträger | Carlos Mesa                       | Tony Blair                                                    | 2004             |
| 4. Apr. 2004         | Gonzalo Montenegro Irigoyen     | | Carlos Mesa                       | Tony Blair                                                    | 2006             |
| 2006                 | Maria Beatriz Souviron Crespo   | | Evo Morales                       | Tony Blair                                                    | 2011             |
| 2012                 | Eduardo Daza Sandoval           | Geschäftsträger Gesandtschaftssekretär zweiter Klasse | Evo Morales                       | David Cameron                                                 |                  |
| 2013                 | Verónica Melendres              | | Evo Morales                       | David Cameron                                                 |                  |